# Mihael Bakoš
Mihael Bakoš ali Miháo Bakoš (madž. Bakos Mihály), slovenski evangeličanski duhovnik, dekan, učitelj, pisatelj in prevajalec, * 1742, Šalovci, † 9. april 1803, Šurd na Madžarskem.

## Življenje
Bakoš se je rodil v evangeličanski družini nižjih plemčev v Šalovcih. Njegovi starši so bili Franc Bakoš in Eva Abraham. Šalovci so takrat spadali pod Ogrsko. Šolanje in leto posvečenja sta neznana. Verjetno je osnovno šolo obiskoval v Hodošu.
Leta 1779 je pastiroval v Šurdu v Šomodski županiji (danes Zalska županija). 1780 je prelomil? prisego. Od 1784 do 1785 je pastiroval v Križevcih. Nato je bil v Somogyu. Sočasno je bil zalski in šomodski dekan (ešpereš).

## Delo
Pomagal je izdati evangeličansko Novo zavezo (v prekmurščini Nouvi Zákon). Okoli leta 1791 je napisal prekmursko pesmarico Krszcsánszke peszmene knige. Drugo izdajo je uredil Mihael Barla leta 1823, tretjo pa Janoš Kardoš leta 1848. Bakoš je urejal tudi abecednik (Szlovenszki Abecedár) in tako prispeval k standardizaciji prekmurščine.

### Dela
- Agenda Vandalica (rokopis, 1784).
- Moudus od Krſztnoga ſzveſztva vö szlü'zenyá (v 80. letih 18. stol.).
- Szlovenszki abecedár (1786).
- Nouvi Gráduvál (1789).
- Krscsánszke peszmene knige (v Nouvem Gráduválu, 1791).
- Győrſzki Kátekizmus (1796).